# Diplectrona rossi
Diplectrona rossi là một loài Trichoptera trong họ Hydropsychidae. Chúng phân bố ở miền Australasia.